# 167. pr. Kr.
◄ | 3. stoljeće pr. Kr. | 2. stoljeće pr. Kr. | 1. stoljeće pr. Kr. | ►
◄ | 190-ih pr. Kr. | 180-ih pr. Kr. | 170-ih pr. Kr. | 160-ih pr. Kr. | 150-ih pr. Kr. | 140-ih pr. Kr. | 130-ih pr. Kr. | ►
◄◄ | ◄ | 170. pr. Kr. | 169. pr. Kr. | 168. pr. Kr. | 167 pr. Kr. | 166. pr. Kr. | 165. pr. Kr. | 164. pr. Kr. | ► | ►►
Astronomija

## Događaji
- Vođa ilirskog plemena Ardijejaca, Gencije, sukobio se s Rimljanima u njihovom pohodu na Makedoniju i izgubio u bitci kod današnjeg Skadra.